# Górnik Zabrze
Górnik Zabrze – polski klub piłkarski z siedzibą w Zabrzu, 14-krotny mistrz Polski, 4-krotny wicemistrz Polski, 6-krotny zdobywca Pucharu Polski, zdobywca Superpucharu Polski oraz Pucharu Ligi, a także finalista Pucharu Zdobywców Pucharów oraz ćwierćfinalista Pucharu Mistrzów i Pucharu Intertoto. Aktualnie klub zajmuje 3. miejsce w tabeli wszech czasów Ekstraklasy i 3. miejsce w tabeli medalowej Mistrzostw Polski. To jedna z najbardziej utytułowanych drużyn piłkarskich w Polsce.
Zgodnie z regulaminem Ekstraklasy Górnik Zabrze uprawniona jest do umieszczenia nad herbem złotej gwiazdki   symbolizującej wywalczenie czternastokrotnego Mistrzostwa Polski.

## Historia

### Początki klubu
Początki sportu polskiego po II wojnie światowej na terenie Zabrza sięgają 1945 roku. Działania wojenne pozostawiły zdewastowane obiekty sportowe, brakowało sprzętu, a nawet młodzieży chętnej do uprawiania sportu. Powoli, wysiłkiem wielu działaczy, zaczęto zakładać kluby sportowe przy zakładach pracy. Tradycje piłkarskie górniczego Zabrza miały swe źródło w założonej w 1946 roku drużynie KS „Zjednoczenie”. Wkrótce doszło do fuzji KS „Zjednoczenie” z KS „Zabrze”, a w roku 1948 w wyniku ogólnokrajowej reorganizacji sportu i przejęcia opieki nad sportem górniczym przez zrzeszenie „Górnik” powstał jeden silny klub górniczy na terenie Zabrza. Został on utworzony 14 grudnia 1948 r. pod nazwą GZKS „Górnik” z połączenia: KS „Zjednoczenie”, KS „Concordia”, KS „Pogoń” i KS „Skra”.

### Lata 50 XX w.
Pierwsze lata to okres konsolidacji klubu, ale już w roku 1952 Górnik awansuje do II ligi, którą w wyniku reorganizacji rozgrywek opuścił w roku 1953 na jeden sezon.
Rok 1957 przyniósł piłkarzom Górnika pierwszy tytuł mistrzowski oraz finał Pucharu Polski (1:2 z ŁKS). Mistrzostwo ligi wywalczyli dla zabrzan: Machnik i Kaczmarczyk – bramkarze, Florenski, Franosz, Czech, Hajduk – obrońcy, Nowara, Gawlik, Olejnik – pomocnicy, Pol, Szalecki, Kowol, Jankowski, Fojcik, Lentner i Wiśniowski – napastnicy.

### Lata 60 XX w.
W następnych 11 latach Górnik nie schodził już poniżej „medalowych” miejsc w tabeli ligowej, co w historii polskiego piłkarstwa jest wydarzeniem bez precedensu. Tylko w latach 1958, 1960, 1968 zabrzanie zajmowali trzecie miejsce, w roku 1962 byli zaś wicemistrzami, natomiast w latach 1959, 1961, 1963, 1964, 1965, 1966 i 1967 siedmiokrotnie zdobyli mistrzostwo Polski. Szczególnie imponująca jest „złota seria” lat 1963–1967, kiedy Górnik ustanowił rekord ligi polskiej: 5-krotne z rzędu zdobycie mistrzostwa. W następnych latach do drużyny mistrza Polski przybyło wielu utalentowanych zawodników. Kostka – bramkarz, Oślizło, Olszówka, Musiałek, Kulanek, Wilczek, Szołtysik, Gorgoń, Lubański, Szarmach, którzy wraz z Polem i Lentnerem zdobyli kolejne mistrzostwa Polski. Tytuły mistrzowskie w lidze zostały „podbudowane” jeszcze dwukrotnym zdobyciem Pucharu Polski w latach 1965 (4:0 Czarni Żagań) i 1968 (3:0 Ruch Chorzów), również dwukrotnym udziałem w PP 1962 (1:2 z Zagłębiem Sosnowiec) i 1966 (1:2 z Legią Warszawa). Kolejne boje Zabrzan to pojedynki na stadionach całej Europy, a nawet świata. 10. edycja Pucharu Europy (sezon 1964) przyniosła trzy dramatyczne pojedynki z praską Duklą – 1:4, 3:0, 0:0, oraz wyeliminowanie Górnika poprzez losowanie.
W 1965 roku Górnik wyeliminował mistrza Austrii Linzer ASK 3:1, 1:2, ale w II rundzie uległ praskiej Sparcie – 0:3, 1:3. W następnym roku po wyeliminowaniu mistrza NRD Vorwärts Berlin – 2:1, 1:2, 3:1, uległ w pierwszym występie przeciwko mistrzowi Bułgarii CSKA Sofia – 0:4, 3:0. W 1966 r. trenerem Górnika został Węgier Géza Kalocsay, z którym zespół odniósł szereg sukcesów. Kolejny, szósty już występ Górnika w Europie w sezonie 1967/68 przyniósł mu pierwszy w historii polskiej piłki awans do ćwierćfinału Pucharu Europy. W pierwszej rundzie Górnik wyeliminował mistrza Szwecji Djurgårdens IF 3:0, 1:0 – w drugiej – co było największą sensacją tej edycji pucharu – okazał się lepszy od rewelacyjnego Dynama Kijów, wygrywając w Kijowie 2:1 i remisując w Chorzowie na Stadionie Śląskim 1:1. W spotkaniu ćwierćfinałowym angielski Manchester United F.C. okazał się lepszy o jedną bramkę od Górnika. W pierwszym meczu w Manchesterze było 2:0 dla gospodarzy, natomiast w drugim Górnik wygrał, lecz tylko 1:0. Później drużyna Manchesteru zdobyła Puchar Europy, a zespół Górnika Zabrze był jedynym, który wygrał z mistrzem Anglii w tej edycji Pucharu Europy.

### Lata 70 XX w.

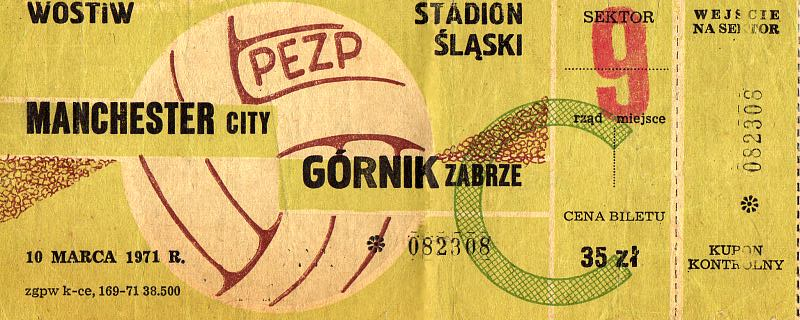
Bilet na mecz Górnik Zabrze – Manchester City (10.03.1971) w Chorzowie wygrany przez Górnika 2:0

Największym sukcesem Górnika Zabrze był awans do finału Pucharu Zdobywców Pucharów w 1970 roku. Pod koniec 1969 r., przed meczami ćwierćfinałowymi, trener Geza Kalocsay został zwolniony z Górnika decyzją władz, z przyczyn pozasportowych (komunistycznym oficjelom nie podobał się zbyt "rozrywkowy" tryb życia przystojnego Węgra), a jego miejsce zajął Michał Matyas. Ta zmiana pociągnęła za sobą zmianę taktyki gry Górnika na bardziej defensywną. W półfinale rozgrywek piłkarze Górnika wyeliminowali AS Roma po dodatkowym meczu, dzięki wygranemu losowaniu – było to ostatnie losowanie w historii europejskich pucharów, po tym zdarzeniu wprowadzono rozstrzyganie rzutami karnymi. W finale Górnik zmierzył się z Manchesterem City – na stadionie w Wiedniu przegrał 1:2; zdaniem wielu ekspertów miała na to wpływ zmiana trenera i taktyki.

#### Droga do finałuPZP 1969/70
- Olympiakos SFP – Górnik Zabrze 2:2 (0:2) (Wilczek 8, 36 min.)
- Górnik Zabrze – Olympiakos Pireus 5:0 (1:0) (Wilczek 1, Skowronek 62, Szołtysik 70, Banaś 82 (k), 84 min.)
- Rangers – Górnik Zabrze 1:3 (0:2) (Lubański 5, 87, Szaryński 11 min.)
- Górnik Zabrze – Rangers 3:1 (0:1) (Olek 63, Lubański 77, Skowronek 81 min.)
- Lewski Sofia – Górnik Zabrze 3:2 (2:1) (Szołtysik 5, Banaś 52 min.)
- Górnik Zabrze – Lewski Sofia 2:1 (1:0) (Lubański 44, Banaś 56 min.)
- AS Roma – Górnik Zabrze 1:1 (0:1) (Banaś 28 min.)
- Górnik Zabrze – AS Roma 2:2 (0:1, 1:1, 2:1) (Lubański 90 (k), 93 min.)
  - baraż – Strasbourg (Stade de la Meinau)
- Górnik Zabrze – AS Roma 1:1 (1:0, 1:1, 1:1) (Lubański 40 min.) – losowanie dla Górnika
  - Finał – Wiedeń (Praterstadion) 29 kwietnia 1970
- Manchester City – Górnik Zabrze 2:1 (2:0) (Oślizło 68 min.)

W latach 70 XX w. Górnik Zabrze zdobył 2 Mistrzostwa Polski (sezon 1970/1971, sezon 1971/1972) i 3-krotnie zwyciężył w rozgrywkach o Puchar Polski (sezon 1969/1970, sezon 1970/1971, sezon 1971/1972).
W sezonie 1977/1978 Górnik zajął 16. miejsce w lidze i spadł do drugiej ligi. Jednak w następnym sezonie wywalczył awans i po roku nieobecności wrócił do I ligi.

### Lata 80 XX w.
W latach 80 XX w. zabrzański klub nawiązał do swoich największych osiągnięć, zdobywając w latach 1985–1988 cztery kolejne tytuły mistrza kraju.
W sezonie 1987/1988 Górnik wygrał swój jedyny Superpuchar Polski wygrywając z Lechem Poznań 2:1 (Cyroń 2 – Juskowiak). W latach 80 w barwach Górnika grali tacy piłkarze jak: Waldemar Matysik, Marek Piotrowicz, Ryszard Komornicki, Ryszard Cyroń, Józef Wandzik, Jan Urban, Andrzej Iwan, Robert Warzycha.

### Lata 90 XX w.
Początkowo Górnik notuje dobre wyniki. W sezonie 1993/94 do ostatniej kolejki walczy o mistrzostwo Polski, jednak po remisie z Legią Warszawa na wyjeździe w ostatniej kolejce 1:1 spada na trzecie miejsce. W meczu tym przy stanie 1:0 dla Górnika trzech zawodników tego klubu zostało usuniętych z boiska, co spowodowało powszechne na Górnym Śląsku podejrzenia o korupcję sędziego. W późniejszych latach Górnik wypada z ligowej czołówki walcząc w środku stawki bądź broniąc się przed spadkiem.

### Lata 2000-2009
Drużyna, której trzon stanowią piłkarze wywodzący się z Górnego Śląska, plasuje się w połowie tabeli, lecz kolejne zawirowania stawiają Górnik na skraju krawędzi, czego wynikiem są nieustanne boje przed uniknięciem relegacji. Gdy klub odzyskał organizacyjną i finansową stabilizację, zamiast dołączyć do ligowych potentatów, zanotował najgorszy od lat wynik sportowy, doświadczając drugiego w historii spadku z najwyższej klasy rozgrywkowej.

### Lata 2009-2013
Zespół mimo spadku szybko wrócił do Ekstraklasy. Potrzebował do tego tylko jednego sezonu. Od czasu powrotu do najwyższej klasy rozgrywkowej Górnik grał dobrze, lecz miał wahania formy. Ostatnie trzy sezony drużyna z Zabrza kończyła w górnej części ligowej tabeli. Klub finalizuje wówczas budowę nowego stadionu, który będzie mógł pomieścić około 30 tysięcy widzów.

### Lata 2013-2017
Kończy się rozbudowa i modernizacja stadionu przy ul. Roosevelta. W tym samym czasie zabrzański Górnik notuje trzeci w swej historii spadek z Ekstraklasy. W 2016/2017 KS Górnik Zabrze występuje w I lidze, jednak po szybkim awansie, od sezonu 2017/2018, „Górnicy" wracają do najwyższej klasy rozgrywkowej.

### Lokaty klubu

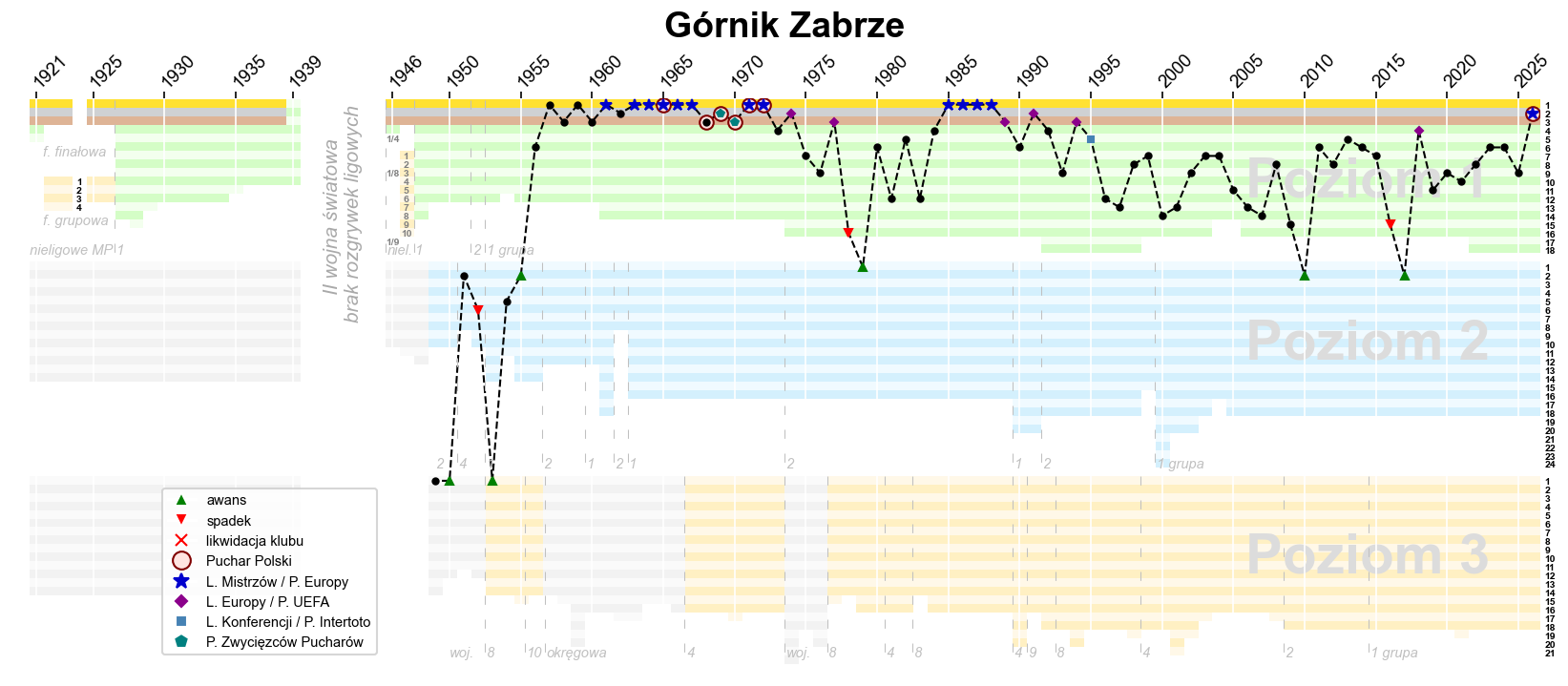
Historia występów Górnika Zabrze w rozgrywkach ligowych

| Sezon     | Rozgrywki ligowe | Rozgrywki ligowe             | Rozgrywki ligowe | Puchar Polski (rozgrywki centralne) | Uwagi | Rozgrywki europejskie                                | Rozgrywki europejskie                                |   |
| Sezon     | Liga             | Liga                         | Miejsce          | Puchar Polski (rozgrywki centralne) | Uwagi | Puchar                                               | Etap                                                 |   |
| --------- | ---------------- | ---------------------------- | ---------------- | ----------------------------------- | --- | ---------------------------------------------------- | ---------------------------------------------------- | - |
| 1948/1949 | III              | Klasa A (okr. Śląsk Opolski) | 1                | nie rozgrywano                      | Przegrane baraże o awans. | nie rozgrywano                                       | nie rozgrywano                                       |   |
| 1949/1950 | III              | Klasa A (okr. Śląsk Opolski) | 1                | nie rozgrywano                      | Przegrane baraże o awans. Awans dzięki reorganizacji rozgrywek. | nie rozgrywano                                       | nie rozgrywano                                       |   |
| 1951      | II               | II liga (gr. C)              | 2/8              | –                                   | | nie rozgrywano                                       | nie rozgrywano                                       |   |
| 1952      | II               | II liga (gr. C)              | 6/10             | 1/16 finału                         | | nie rozgrywano                                       | nie rozgrywano                                       |   |
| 1953      | III              | III liga (gr. I)             | 1/13             | nie rozgrywano                      | | nie rozgrywano                                       | nie rozgrywano                                       |   |
| 1954      | II               | II liga                      | 5/11             | 1/16 finału                         | | nie rozgrywano                                       | nie rozgrywano                                       |   |
| 1955      | II               | II liga                      | 2/14             | 1/32 finału                         | | –                                                    | –                                                    |   |
| 1956      | I                | I liga                       | 6/12             | finał                               | Pierwsze ligowe derby śląskie pomiędzy Górnikiem i Ruchem Chorzów. | –                                                    | –                                                    |   |
| 1957      | I                | I liga                       | 1/12             | finał                               | Pierwszy tytuł mistrzowski Górnik dziesiątym klubem mistrzowskim. | –                                                    | –                                                    |   |
| 1958      | I                | I liga                       | 3/12             | nie rozgrywano                      | | –                                                    | –                                                    |   |
| 1959      | I                | I liga                       | 1/12             | nie rozgrywano                      | Ernest Pol królem strzelców. | –                                                    | –                                                    |   |
| 1960      | I                | I liga                       | 3/12             | nie rozgrywano                      | | –                                                    | –                                                    |   |
| 1961      | I                | I liga                       | 1/12             | nie rozgrywano                      | Ernest Pol królem strzelców. | 2. miejsce w grupie Międzynarodowy Puchar Piłkarski. | 2. miejsce w grupie Międzynarodowy Puchar Piłkarski. |   |
| 1961      | I                | I liga                       | 1/12             | nie rozgrywano                      | Ernest Pol królem strzelców. | Puchar Europy                                        | 1/16 finału                                          |   |
| 1962      | I                | I liga                       | 2/14             | finał                               | Najwyższe zwycięstwo w I lidze: 12 maja 1962: Górnik Zabrze – Cracovia 9:0 | –                                                    | –                                                    |   |
| 1962/1963 | I                | I liga                       | 1/14             | 1/2 finału                          | | –                                                    | –                                                    |   |
| 1963/1964 | I                | I liga                       | 1/14             | 1/16 finału                         | Piąty tytuł mistrzowski Górnik na 3. miejscu w klasyfikacji medalowej za Ruchem Chorzów i Cracovią. | Puchar Europy                                        | 1/8 finału                                           |   |
| 1964/1965 | I                | I liga                       | 1/14             | zwycięstwo                          | | Puchar Europy                                        | 1/16 finału                                          |   |
| 1965/1966 | I                | I liga                       | 1/14             | finał                               | Włodzimierz Lubański królem strzelców. | Puchar Europy                                        | 1/8 finału                                           |   |
| 1966/1967 | I                | I liga                       | 1/14             | 1/16 finału                         | Włodzimierz Lubański królem strzelców. | 1. miejsce w grupie Międzynarodowy Puchar Piłkarski. | 1. miejsce w grupie Międzynarodowy Puchar Piłkarski. |   |
| 1966/1967 | I                | I liga                       | 1/14             | 1/16 finału                         | Górnik ustanowił rekord pięciu zdobytych mistrzostw Polski z rzędu. | Puchar Europy                                        | 1/8 finału                                           |   |
| 1967/1968 | I                | I liga                       | 3/14             | zwycięstwo                          | Włodzimierz Lubański królem strzelców. | Puchar Europy                                        | 1/4 finału                                           |   |
| 1968/1969 | I                | I liga                       | 2/14             | zwycięstwo                          | Włodzimierz Lubański królem strzelców. | –                                                    | –                                                    |   |
| 1969/1970 | I                | I liga                       | 3/14             | zwycięstwo                          | | Puchar Zdobywców Pucharów                            | finał                                                |   |
| 1970/1971 | I                | I liga                       | 1/14             | zwycięstwo                          | Najwyższe zwycięstwo w rozgrywkach europejskich: 30 września 1970: Górnik Zabrze – Aalborg BK 8:1 | Puchar Zdobywców Pucharów                            | 1/4 finału                                           |   |
| 1971/1972 | I                | I liga                       | 1/14             | zwycięstwo                          | Dziesiąty tytuł mistrzowski Górnik na 2. miejscu w klasyfikacji medalowej za Ruchem Chorzów. Górnik ustanowił rekord pięciu zdobytych Pucharów Polski z rzędu. Górnik ustanowił rekord szesnastu sezonów ligowych z rzędu zakończonych na podium. | Puchar Europy                                        | 1/32 finału                                          |   |
| 1972/1973 | I                | I liga                       | 4/14             | 1/4 finału                          | | Puchar Europy                                        | 1/16 finału                                          |   |
| 1973/1974 | I                | I liga                       | 2/16             | 1/2 finału                          | | –                                                    | –                                                    |   |
| 1974/1975 | I                | I liga                       | 7/16             | 1/2 finału                          | Tysięczny gol w I lidze: 18 czerwca 1975: Pogoń Szczecin – Górnik Zabrze 4:1 | 2. miejsce w grupie Pucharu Intertoto.               | 2. miejsce w grupie Pucharu Intertoto.               |   |
| 1974/1975 | I                | I liga                       | 7/16             | 1/2 finału                          | Tysięczny gol w I lidze: 18 czerwca 1975: Pogoń Szczecin – Górnik Zabrze 4:1 | Puchar UEFA                                          | 1/32 finału                                          |   |
| 1975/1976 | I                | I liga                       | 9/16             | 1/8 finału                          | | –                                                    | –                                                    |   |
| 1976/1977 | I                | I liga                       | 3/16             | 1/8 finału                          | faza grupowa Pucharu Ligi | –                                                    | –                                                    |   |
| 1977/1978 | I                | I liga                       | 16/16            | 1/8 finału                          | Puchar Ligi (nieoficjalny) | Puchar UEFA                                          | 1/16 finału                                          |   |
| 1978/1979 | II               | II liga (gr. wschodnia)      | 1/16             | 1/4 finału                          | | –                                                    | –                                                    |   |
| 1979/1980 | I                | I liga                       | 6/16             | 1/8 finału                          | | –                                                    | –                                                    |   |
| 1980/1981 | I                | I liga                       | 12/16            | 1/16 finału                         | | –                                                    | –                                                    |   |
| 1981/1982 | I                | I liga                       | 5/16             | 1/2 finału                          | | –                                                    | –                                                    |   |
| 1982/1983 | I                | I liga                       | 12/16            | 1/4 finału                          | | –                                                    | –                                                    |   |
| 1983/1984 | I                | I liga                       | 4/16             | 1/4 finału                          | | –                                                    | –                                                    |   |
| 1984/1985 | I                | I liga                       | 1/16             | 1/2 finału                          | | 2. miejsce w grupie Pucharu Intertoto.               | 2. miejsce w grupie Pucharu Intertoto.               |   |
| 1985/1986 | I                | I liga                       | 1/16             | finał                               | Andrzej Zgutczyński królem strzelców. | 1. miejsce w grupie Pucharu Intertoto.               | 1. miejsce w grupie Pucharu Intertoto.               |   |
| 1985/1986 | I                | I liga                       | 1/16             | finał                               | Andrzej Zgutczyński królem strzelców. | Puchar Europy                                        | 1/32 finału                                          |   |
| 1986/1987 | I                | I liga                       | 1/16             | 1/4 finału                          | | 3. miejsce w grupie Pucharu Intertoto.               | 3. miejsce w grupie Pucharu Intertoto.               |   |
| 1986/1987 | I                | I liga                       | 1/16             | 1/4 finału                          | Puchar Europy | 1/32 finału                                          |                                                      |   |
| 1987/1988 | I                | I liga                       | 1/16             | 1/2 finału                          | finał Superpucharu Polski | Puchar Europy                                        | 1/16 finału                                          |   |
| 1987/1988 | I                | I liga                       | 1/16             | 1/2 finału                          | Górnik na 1. miejscu w klasyfikacji medalowej przed Ruchem Chorzów i Wisłą Kraków. | Puchar Europy                                        | 1/16 finału                                          |   |
| 1988/1989 | I                | I liga                       | 3/16             | 1/4 finału                          | Superpuchar Polski | Puchar Europy                                        | 1/16 finału                                          |   |
| 1989/1990 | I                | I liga                       | 6/16             | 1/16 finału                         | | Puchar UEFA                                          | 1/32 finału                                          |   |
| 1990/1991 | I                | I liga                       | 2/16             | 1/4 finału                          | | –                                                    | –                                                    |   |
| 1991/1992 | I                | I liga                       | 4/18             | finał                               | | Puchar UEFA                                          | 1/32 finału                                          |   |
| 1992/1993 | I                | I liga                       | 9/18             | 1/8 finału                          | Tysięczny mecz w Ekstraklasie: 28 marca 1993: Olimpia Poznań – Górnik Zabrze 0:0 | –                                                    | –                                                    |   |
| 1993/1994 | I                | I liga                       | 3/18             | 1/2 finału                          | | –                                                    | –                                                    |   |
| 1994/1995 | I                | I liga                       | 5/18             | 1/16 finału                         | | Puchar UEFA                                          | 1/32 finału                                          |   |
| 1995/1996 | I                | I liga                       | 12/18            | 1/4 finału                          | | Puchar Intertoto UEFA                                | faza grupowa                                         |   |
| 1996/1997 | I                | I liga                       | 13/18            | 1/8 finału                          | | –                                                    | –                                                    |   |
| 1997/1998 | I                | I liga                       | 8/18             | 1/2 finału                          | | –                                                    | –                                                    |   |
| 1998/1999 | I                | I liga                       | 7/16             | 1/16 finału                         | | –                                                    | –                                                    |   |
| 1999/2000 | I                | I liga                       | 14/16            | 1/8 finału                          | Adam Kompała królem strzelców. · ćwierćfinał Pucharu Ligi | –                                                    | –                                                    |   |
| 2000/2001 | I                | I liga                       | 13/16            | finał                               | 1/8 finału Pucharu Ligi | –                                                    | –                                                    |   |
| 2001/2002 | I                | I liga                       | 9/16             | 1/8 finału                          | 1/8 finału Pucharu Ligi | –                                                    | –                                                    |   |
| 2002/2003 | I                | I liga                       | 7/16             | 1/16 finału                         | Najwyższe zwycięstwo w Ekstraklasie: 9 kwietnia 2003: Górnik Zabrze – Pogoń Szczecin 9:0 | –                                                    | –                                                    |   |
| 2003/2004 | I                | I liga                       | 7/14             | 1/8 finału                          | | –                                                    | –                                                    |   |
| 2004/2005 | I                | I liga                       | 11/14            | 1/8 finału                          | | –                                                    | –                                                    |   |
| 2005/2006 | I                | I liga                       | 13/16            | 1/16 finału                         | | –                                                    | –                                                    |   |
| 2006/2007 | I                | I liga                       | 14/16            | 1/8 finału                          | faza grupowa Pucharu Ekstraklasy | –                                                    | –                                                    |   |
| 2007/2008 | I                | I liga                       | 8/16             | 1/16 finału                         | półfinał Pucharu Ekstraklasy | –                                                    | –                                                    |   |
| 2008/2009 | I                | Ekstraklasa                  | 15/16            | 1/8 finału                          | faza grupowa Pucharu Ekstraklasy | –                                                    | –                                                    |   |
| 2009/2010 | II               | I liga                       | 2/18             | 1/16 finału                         | | –                                                    | –                                                    |   |
| 2010/2011 | I                | Ekstraklasa                  | 6/16             | 1/16 finału                         | | –                                                    | –                                                    |   |
| 2011/2012 | I                | Ekstraklasa                  | 8/16             | 1/8 finału                          | | –                                                    | –                                                    |   |
| 2012/2013 | I                | Ekstraklasa                  | 5/16             | 1/16 finału                         | | –                                                    | –                                                    |   |
| 2013/2014 | I                | Ekstraklasa                  | 6/16             | 1/4 finału                          | | –                                                    | –                                                    |   |
| 2014/2015 | I                | Ekstraklasa                  | 7/16             | 1/8 finału                          | | –                                                    | –                                                    |   |
| 2015/2016 | I                | Ekstraklasa                  | 15/16            | 1/16 finału                         | | –                                                    | –                                                    |   |
| 2016/2017 | II               | I liga                       | 2/18             | 1/8 finału                          | Igor Angulo królem strzelców. | –                                                    | –                                                    |   |
| 2017/2018 | I                | Ekstraklasa                  | 4/16             | 1/2 finału                          | Górnik po 23 latach wraca do europejskich pucharów | –                                                    | –                                                    |   |
| 2018/2019 | I                | Ekstraklasa                  | 11/16            | 1/4 finału                          | Igor Angulo królem strzelców. | Liga Europy                                          | 2Q                                                   |   |
| 2019/2020 | I                | Ekstraklasa                  | 9/16             | 1/16 finału                         | | –                                                    | –                                                    | – |
| 2020/2021 | I                | Ekstraklasa                  | 10/16            | 1/8 finału                          | | –                                                    | –                                                    | – |
| 2021/2022 | I                | Ekstraklasa                  | 8/18             | 1/4 finału                          | | –                                                    | –                                                    | – |
| 2022/2023 | I                | Ekstraklasa                  | 6/18             | 1/8 finału                          | | –                                                    | –                                                    | – |
| 2023/2024 | I                | Ekstraklasa                  | 6/18             | 1/8 finału                          | Ostatnie wielkie derby Śląska pomiędzy Górnikiem i Ruchem Chorzów. | –                                                    | –                                                    | – |
| 2024/2025 | I                | Ekstraklasa                  | 9/18             | I runda                             | | –                                                    | –                                                    | – |

## Osiągnięcia

### Sukcesy krajowe
- Mistrzostwa Polski:
  -  1. miejsce: 1957, 1959, 1961, 1963, 1964, 1965, 1966, 1967, 1971, 1972, 1985, 1986, 1987, 1988
  -  2. miejsce: 1962, 1969, 1974, 1991
  -  3. miejsce: 1958, 1960, 1968, 1970, 1977, 1989, 1994
- Puchar Polski:
  -  Zdobywca: 1965, 1968, 1969, 1970, 1971, 1972
  -  Finalista: 1956, 1957, 1962, 1966, 1986, 1992, 2001
- Puchar Ligi:
  -  Zdobywca 1978 (nieoficjalny)
- Superpuchar Polski:
  -  Zdobywca: 1988
  -  Finalista: 1987

### Sukcesy międzynarodowe
- Liga Mistrzów/Puchar Mistrzów:
  - Ćwierćfinalista: 1968
- Puchar Zdobywców Pucharów:
  -  Finalista: 1970
  - Ćwierćfinalista: 1971
- Puchar Ameryki (Interliga):
  - Półfinalista: 1963
- Puchar Karla Rappana (Intertoto):
  - Ćwierćfinalista: 1967
  - 1. miejsce w grupie - Pucharu Intertoto (1985/1986).

### Sukcesy w rozgrywkach juniorów
- Mistrzostwa Polski juniorów U-19:
  -  1. miejsce: 1967, 1989, 2020
  -  2. miejsce: 1985, 2001, 2011, 2023
  -  3. miejsce: 2015
- Mistrzostwa Polski juniorów U-17:
  -  1. miejsce: 1992, 1996, 2023
  -  2. miejsce: 2014, 2015

## Obecny skład
Stan na 1 stycznia 2025
| Nr | Poz. | Piłkarz                                     |
| -- | ---- | ------------------------------------------- |
| 1  | BR   | Filip Majchrowicz                           |
| 5  | OB   | Kryspin Szcześniak                          |
| 6  | PO   | Damian Rasak                                |
| 7  | NA   | Luka Zahovič                                |
| 8  | PO   | Patrik Hellebrand                           |
| 9  | NA   | Sinan Bakış (wypożyczony z Realu Saragossa) |
| 10 | NA   | Lukas Podolski                              |
| 11 | PO   | Taofeek Ismaheel                            |
| 14 | PO   | Aleksander Tobolik                          |
| 15 | OB   | Norbert Wojtuszek                           |
| 16 | OB   | Paweł Olkowski                              |
| 17 | NA   | Kamil Lukoszek                              |
| 18 | PO   | Lukáš Ambros                                |
| 19 | OB   | Norbert Barczak                             |

| Nr | Poz. | Piłkarz                                      |
| -- | ---- | -------------------------------------------- |
| 20 | OB   | Josema                                       |
| 21 | NA   | Dominik Sarapata                             |
| 22 | OB   | Manu Sánchez                                 |
| 25 | BR   | Michał Szromnik                              |
| 26 | OB   | Rafał Janicki                                |
| 27 | OB   | Dominik Szala                                |
| 28 | BR   | Kamil Soberka                                |
| 29 | PO   | Kacper Capiga                                |
| 30 | PO   | Nikodem Zielonka                             |
| 31 | BR   | Mateusz Jeleń                                |
| 44 | NA   | Aleksander Buksa                             |
| 64 | OB   | Erik Janža (kapitan)                         |
| 88 | NA   | Yosuke Furukawa (wypożyczony z Júbilo Iwata) |

### Piłkarze na wypożyczeniu
| Nr | Poz. | Piłkarz                                                   |
| -- | ---- | --------------------------------------------------------- |
|    | PO   | Jan Ciućka (w Rekordzie Bielsko-Biała do 30 czerwca 2025) |

## Piłkarze

### Królowie strzelców Ekstraklasy (oraz dawnej I ligi) w barwach Górnika
| Sezon     | Imię i nazwisko      | Liczba bramek |
| --------- | -------------------- | ------------- |
| 1959      | Ernest Pohl          | 21            |
| 1961      | Ernest Pohl          | 24            |
| 1965/1966 | Włodzimierz Lubański | 23            |
| 1966/1967 | Włodzimierz Lubański | 18            |
| 1967/1968 | Włodzimierz Lubański | 24            |
| 1968/1969 | Włodzimierz Lubański | 22            |
| 1985/1986 | Andrzej Zgutczyński  | 20            |
| 1999/2000 | Adam Kompała         | 19            |
| 2018/2019 | Igor Angulo          | 24            |

### Piłkarze Górnika w reprezentacji Polski
| - Zygmunt Anczok – mistrz olimpijski z IO 1972 - Henryk Bałuszyński - Jan Banaś - Krzysztof Baran - Andrzej Bledzewski - Jerzy Brzęczek - Eugeniusz Cebrat - Ryszard Cyroń - Henryk Czech - Adam Danch - Józef Dankowski - Tadeusz Dolny - Andrzej Fischer – uczestniczył m.in. w MŚ 1974 - Stefan Florenski - Ginter Gawlik - Konrad Gołoś - Jan Gomola - Jerzy Gorgoń – mistrz olimpijski z IO 1972, uczestniczył również w IO 1976, MŚ 1974, MŚ 1978 - Jacek Grembocki - Stanisław Gzil - Tomasz Hajto - Andrzej Iwan - Edward Jankowski - Piotr Jegor - Damian Kądzior - Ryszard Komornicki – uczestniczył m.in. w MŚ 1986 - Hubert Kostka – mistrz olimpijski z IO 1972 - Marek Kostrzewa - Rafał Kosznik - Edmund Kowal - Jan Kowalski - Ryszard Kraus - Arkadiusz Kubik - Rafał Kurzawa - Marcin Kuźba - Henryk Latocha - Roman Lentner – uczestniczył m.in. w IO 1960 |  | - Włodzimierz Lubański – mistrz olimpijski z IO 1972, uczestniczył również w MŚ 1978 - Józef Machnik - Piotr Madejski - Łukasz Madej - Waldemar Matysik – uczestniczył m.in. w MŚ 1982, MŚ 1986 - Krzysztof Mączyński - Arkadiusz Milik - Jerzy Musiałek - Andrzej Niedzielan - Alfred Olek - Paweł Olkowski - Stanisław Oślizło - Andrzej Pałasz – uczestniczył m.in. w młodzieżowych MŚ 1979, MŚ 1982, MŚ 1986 - Mariusz Pawelec - Michał Pazdan – uczestniczył m.in. w ME 2008 - Ernest Pohl - Piotr Rzepka - Adrian Sikora - Łukasz Skorupski - Waldemar Słomiany - Ryszard Staniek - Andrzej Szarmach – uczestniczył w MŚ 1974 - Władysław Szaryński - Zygfryd Szołtysik – mistrz olimpijski z IO 1972 - Jan Urban – uczestniczył m.in. w MŚ 1986 - Tomasz Wałdoch - Józef Wandzik - Robert Warzycha - Henryk Wieczorek – uczestniczył m.in. w MŚ 1974 - Erwin Wilczek - Jan Wraży - Mateusz Zachara - Tomasz Zahorski – uczestniczył m.in. w ME 2008 - Andrzej Zgutczyński - Szymon Żurkowski |

## Trenerzy

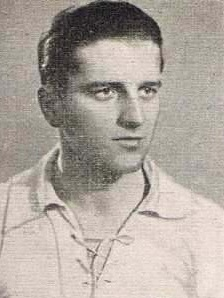
Michał Matyas – trener klubu w latach 1969-1970

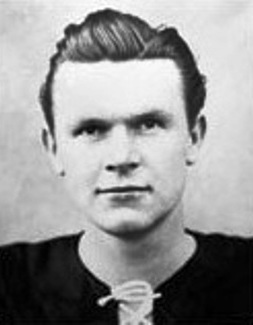
Ferenc Szusza – trener klubu w latach 1970-1971

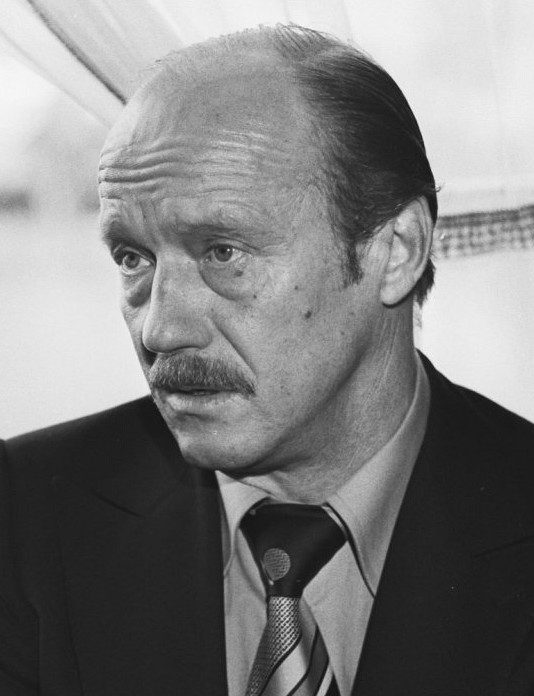
Antoni Brzeżańczyk – trener klubu w latach 1971-1972

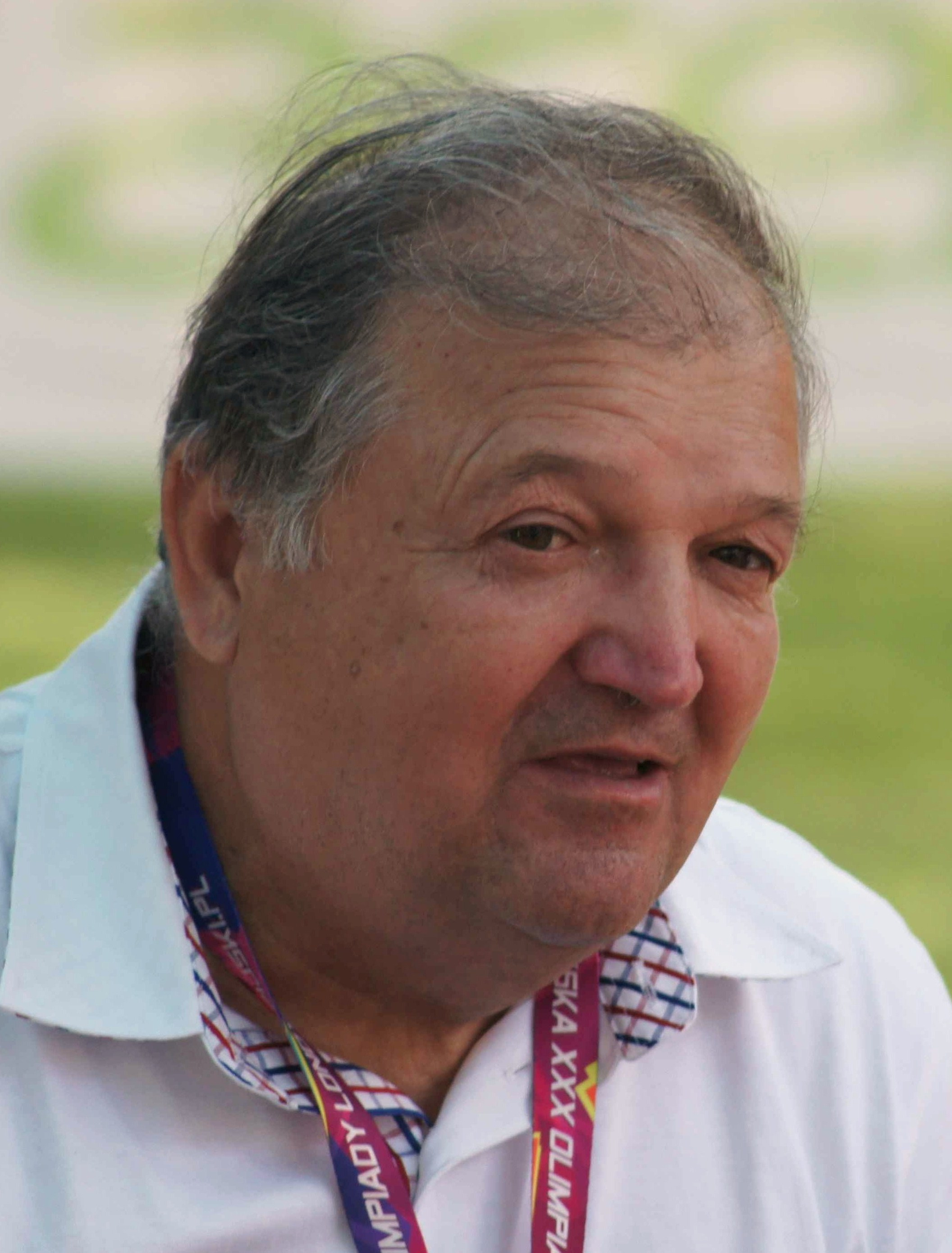
Hubert Kostka – trener klubu w latach 1976-1977, 1983-1986 i 1994

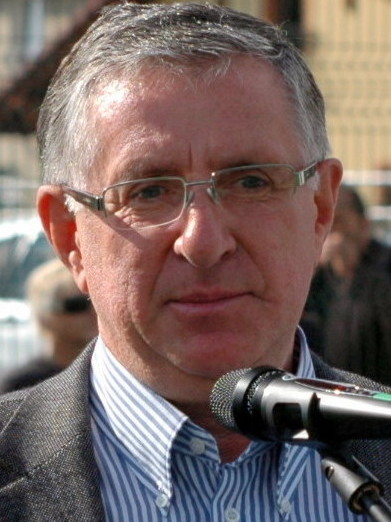
Lesław Ćmikiewicz – trener klubu w 1986

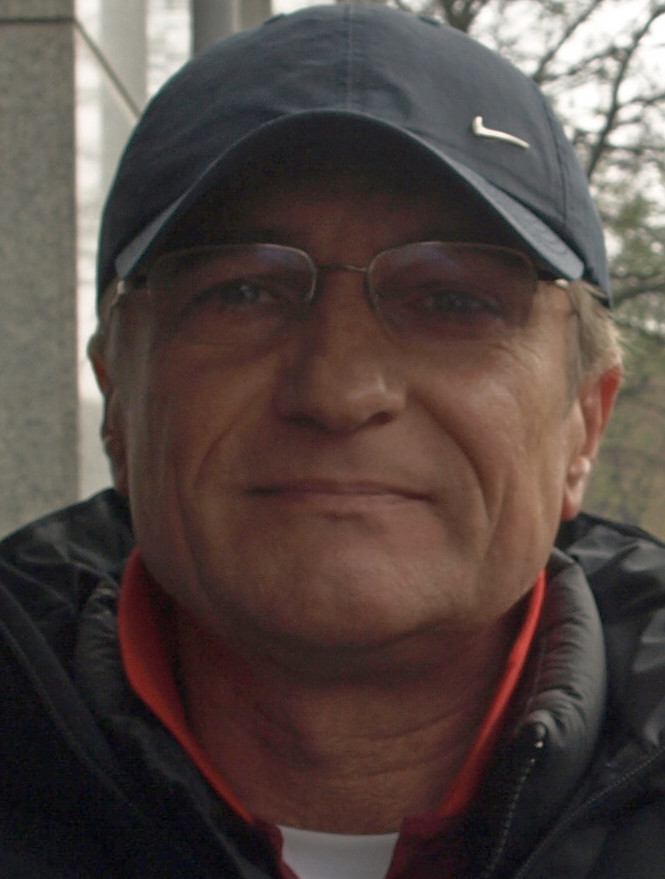
Adam Nawałka – trener klubu w latach 2010-2013

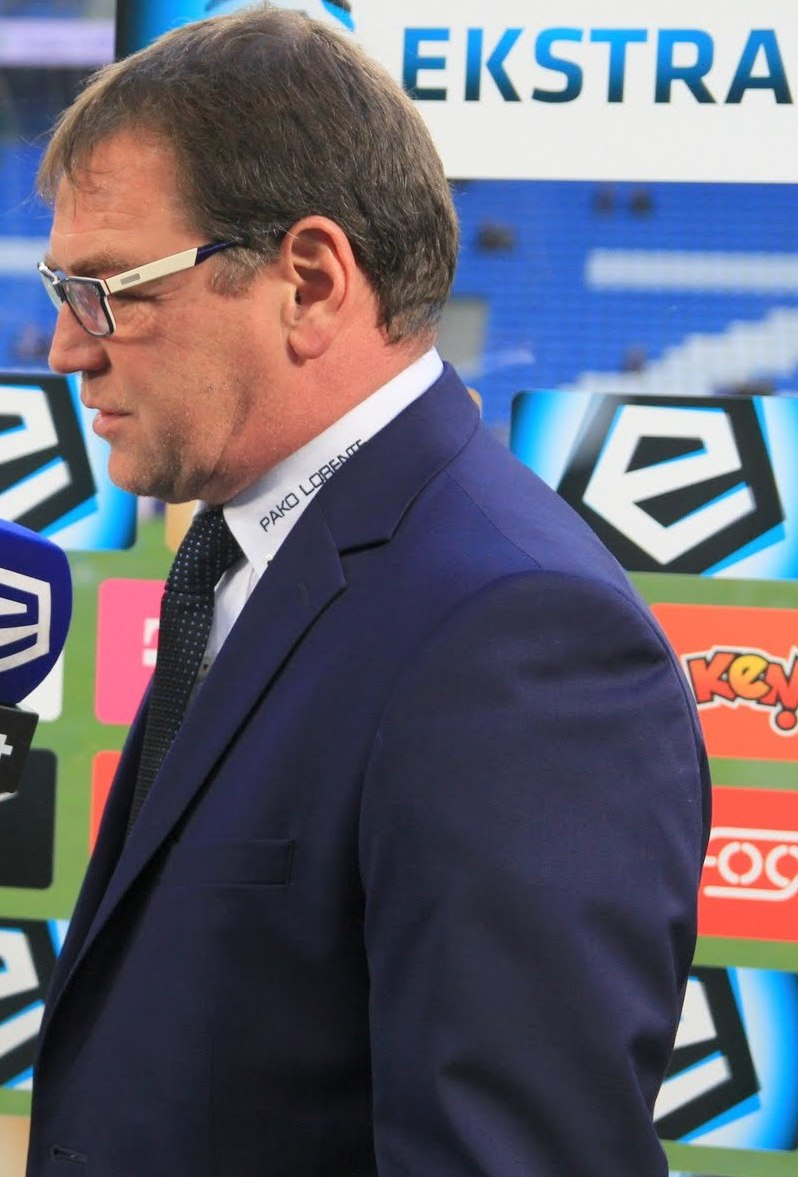
Jan Urban – trener klubu w latach 2021-2022 i 2023-2025

| Lp.                | Narodowość      | Imię i nazwisko                                                                     | Lata                                   |
| ------------------ | --------------- | ----------------------------------------------------------------------------------- | -------------------------------------- |
| 1.                 | Polska          | Ginter Pawelczyk                                                                    | 1948 – 1949                            |
| 2.                 | Polska          | Teodor Meiser                                                                       | 1949                                   |
| 3.                 | Polska          | Karol Luks                                                                          | 1949 – 1950                            |
| 4.                 | Polska          | Gerard Wodarz                                                                       | 1950 – 1954                            |
| 5.                 | Polska          | Augustyn Dziwisz (1. kadencja)                                                      | 1954 – 1956                            |
| 6.                 | Polska          | Paweł Mościński                                                                     | 1956                                   |
| 7.                 | Polska          | Hubert Skolik (1. kadencja)                                                         | 1957                                   |
| 8.                 | Węgry           | Zoltán Opata                                                                        | 1957 – 1958                            |
| (7.)               | Polska          | Hubert Skolik (2. kadencja)                                                         | 1958 – 1959                            |
| 9.                 | Węgry           | János Steiner                                                                       | 1959                                   |
| 10.                | Polska          | Feliks Karolek (1. kadencja)                                                        | 1960                                   |
| 11.                | Czechosłowacja  | Wilhelm Lugr                                                                        | 1960                                   |
| (5.)               | Polska          | Augustyn Dziwisz (2. kadencja)                                                      | 1 lipca 1960 – 30 czerwca 1962         |
| (10.)              | Polska          | Feliks Karolek (2. kadencja)                                                        | 1962                                   |
| 12.                | Polska          | Ewald Cebula (1. kadencja)                                                          | 1962–1963                              |
| (12.), (10.), (7.) | Polska          | Ewald Cebula (2. kadencja) Feliks Karolek (3. kadencja) Hubert Skolik (3. kadencja) | 1963                                   |
| (10.), (7.)        | Polska          | Feliks Karolek (4. kadencja) Hubert Skolik (4. kadencja)                            | 1964                                   |
| 13.                | Węgry           | Ferenc Farsang                                                                      | 1964 – 1965                            |
| 14.                | Polska          | Władysław Giergiel                                                                  | 1 lipca 1965 – 30 czerwca 1966         |
| 15.                | Węgry           | Géza Kalocsay                                                                       | 1 lipca 1966 – 30 czerwca 1969         |
| 16.                | Polska          | Michał Matyas                                                                       | 1969 – 1970                            |
| 17.                | Węgry           | Ferenc Szusza                                                                       | 1970 – 1971                            |
| 18.                | Polska          | Antoni Brzeżańczyk                                                                  | 1 lipca 1971 – 30 kwietnia 1972        |
| 19.                | Polska          | Jan Kowalski (1. kadencja)                                                          | 1972                                   |
| 20.                | Węgry           | Gyula Szücs                                                                         | 1972                                   |
| (19.)              | Polska          | Jan Kowalski (2. kadencja)                                                          | 1972 – 1973                            |
| 21.                | Polska          | Teodor Wieczorek                                                                    | 1973 – 1975                            |
| 22.                | Polska          | Andrzej Gajewski                                                                    | 1975 – 1976                            |
| 23.                | Polska          | Józef Trepka                                                                        | 1976                                   |
| 24.                | Polska          | Hubert Kostka (1. kadencja)                                                         | 30 maja 1976 – 5 grudnia 1977          |
| 25.                | Polska          | Władysław Żmuda                                                                     | 13 grudnia 1977 – 24 maja 1980         |
| 26.                | Polska          | Zdzisław Podedworny (1. kadencja)                                                   | 1980 – 1983                            |
| (24.)              | Polska          | Hubert Kostka (2. kadencja)                                                         | 1 grudnia 1983 – 30 maja 1986          |
| 27.                | Polska          | Lesław Ćmikiewicz                                                                   | 1 czerwca 1986 – 14 października 1986  |
| 28.                | Polska          | Antoni Piechniczek                                                                  | 15 października 1986 – 30 czerwca 1987 |
| 29.                | Polska          | Marcin Bochynek (1. kadencja)                                                       | 1 lipca 1987 – 30 czerwca 1989         |
| (26.)              | Polska          | Zdzisław Podedworny (2. kadencja)                                                   | 1989                                   |
| 30.                | Polska          | Jan Kisiel                                                                          | 1989 – 1990                            |
| (19.)              | Polska          | Jan Kowalski (3. kadencja)                                                          | 1990 – 1992                            |
| 31.                | Polska          | Janusz Kowalik                                                                      | 1992                                   |
| 32.                | Polska          | Alojzy Łysko                                                                        | 1992 – 1993                            |
| 33.                | Polska          | Henryk Apostel (1. kadencja)                                                        | 1 lipca 1993 – 31 grudnia 1993         |
| (24.)              | Polska          | Hubert Kostka (3. kadencja)                                                         | 1 stycznia 1994 – 22 maja 1994         |
| 34.                | Polska          | Edward Lorens (1. kadencja)                                                         | 23 maja 1994 – 2 czerwca 1995          |
| 35.                | Polska          | Stanisław Oślizło                                                                   | 1995                                   |
| 36.                | Polska          | Adam Michalski                                                                      | 1995 – 1996                            |
| (19.)              | Polska          | Jan Kowalski (4. kadencja)                                                          | 1996                                   |
| 37.                | Polska          | Jan Żurek (1. kadencja)                                                             | 11 sierpnia 1996 – 11 września 1996    |
| 38.                | Polska          | Piotr Kocąb                                                                         | 1996                                   |
| (33.)              | Polska          | Henryk Apostel (2. kadencja)                                                        | 1 stycznia 1997 – 10 listopada 1997    |
| (19.)              | Polska          | Jan Kowalski (5. kadencja)                                                          | 1997                                   |
| (37.)              | Polska          | Jan Żurek (2. kadencja)                                                             | 1 grudnia 1997 – 15 marca 2000         |
| 39.                | Polska          | Józef Dankowski (1. kadencja)                                                       | 16 marca 2000 – 19 marca 2000          |
| (29.)              | Polska          | Marcin Bochynek (2. kadencja)                                                       | 20 marca 2000 – 9 kwietnia 2000        |
| p.o.               | Polska          | Józef Dankowski (tymczasowo)                                                        | 9 kwietnia 2000 – 10 kwietnia 2000     |
| 40.                | Polska          | Mieczysław Broniszewski                                                             | 10 kwietnia 2000 – 16 września 2000    |
| (39.)              | Polska          | Józef Dankowski (2. kadencja)                                                       | 17 września 2000 – 7 maja 2001         |
| 41.                | Polska          | Marek Piotrowicz (1. kadencja)                                                      | 2001                                   |
| 42.                | Polska          | Waldemar Fornalik (1. kadencja)                                                     | 10 maja 2001 – 31 października 2001    |
| (41.)              | Polska          | Marek Piotrowicz (2. kadencja)                                                      | 2 listopada 2001 – 31 grudnia 2001     |
| (42.)              | Polska          | Waldemar Fornalik (2. kadencja)                                                     | 12 stycznia 2002 – 4 kwietnia 2004     |
| 43.                | Czechy          | Verner Lička                                                                        | 5 kwietnia 2004 – 13 grudnia 2004      |
| (34.)              | Polska          | Edward Lorens (2. kadencja)                                                         | 13 grudnia 2004 – 3 lutego 2005        |
| 44.                | Polska          | Marek Wleciałowski                                                                  | 7 lutego 2005 – 31 października 2005   |
| 45.                | Polska          | Marek Motyka (1. kadencja)                                                          | 4 listopada 2005 – 13 stycznia 2006    |
| 46.                | Polska          | Ryszard Komornicki (1. kadencja)                                                    | 13 stycznia 2006 – 19 kwietnia 2006    |
| p.o.               | Polska          | Przemysław Cecherz (tymczasowo)                                                     | 19 kwietnia 2006 – 26 kwietnia 2006    |
| (45.)              | Polska          | Marek Motyka (2. kadencja)                                                          | 26 kwietnia 2006 – 12 grudnia 2006     |
| (26.)              | Polska          | Zdzisław Podedworny (3. kadencja)                                                   | 2006 – 2007                            |
| (45.)              | Polska          | Marek Motyka (3. kadencja)                                                          | 13 marca 2007 – 20 maja 2007           |
| 47., (41.)         | Polska          | Marek Kostrzewa Marek Piotrowicz (3. kadencja)                                      | 2007                                   |
| 48.                | Polska          | Ryszard Wieczorek (1. kadencja)                                                     | 1 lipca 2007 – 10 września 2008        |
| p.o.               | Polska          | Marcin Bochynek (tymczasowo)                                                        | 2 września 2008 – 16 września 2008     |
| 49.                | Polska          | Henryk Kasperczak                                                                   | 16 września 2008 – 3 czerwca 2009      |
| (46.)              | Polska          | Ryszard Komornicki (2. kadencja)                                                    | 18 czerwca 2009 – 15 grudnia 2009      |
| 50.                | Polska          | Adam Nawałka                                                                        | 1 stycznia 2010 – 31 października 2013 |
| p.o.               | Polska          | Bogdan Zając (tymczasowo)                                                           | 1 listopada 2013 – 10 listopada 2013   |
| (48.)              | Polska          | Ryszard Wieczorek (2. kadencja)                                                     | 12 listopada 2013 – 9 marca 2014       |
| 51.                | Polska          | Robert Warzycha (1. kadencja)                                                       | 12 marca 2014 – 30 czerwca 2014        |
| (39.)              | Polska          | Józef Dankowski (3. kadencja)                                                       | 1 lipca 2014 – 30 czerwca 2015         |
| (51.)              | Polska          | Robert Warzycha (2. kadencja)                                                       | 1 lipca 2015 – 13 sierpnia 2015        |
| 52.                | Polska          | Leszek Ojrzyński                                                                    | 13 sierpnia 2015 – 3 marca 2016        |
| (37.)              | Polska          | Jan Żurek (3. kadencja)                                                             | 3 marca 2016 – 2 czerwca 2016          |
| 53.                | Polska          | Marcin Brosz                                                                        | 3 czerwca 2016 – 27 maja 2021          |
| 54.                | Polska          | Jan Urban (1. kadencja)                                                             | 27 maja 2021 – 15 czerwca 2022         |
| 55.                | Niemcy / Polska | Bartosch Gaul                                                                       | 23 czerwca 2022 – 18 marca 2023        |
| (54.)              | Polska          | Jan Urban (2. kadencja)                                                             | 18 marca 2023 – 15 kwietnia 2025       |
| 56.                | Polska          | Piotr Gierczak                                                                      | 15 kwietnia 2025- 24 maja 2025         |
| 57.                | Słowacja        | Michal Gašparík                                                                     | 6 czerwca 2025- obecnie                |

### Sztab szkoleniowy
Stan na 11 czerwca 2024
| Funkcja                           | Imię i nazwisko      |
| --------------------------------- | -------------------- |
| Trener                            | Michal Gašparík      |
| Asystent trenera                  | Piotr Gierczak       |
| Asystent trenera                  | Tomas Prisztács      |
| Asystent trenera                  | Szymon Matuszek      |
| Trener bramkarzy                  | Krzysztof Osiński    |
| Trener przygotowania motorycznego | Marcin Zontek        |
| Trener przygotowania motorycznego | Jakub Kubacki        |
| Kierownik drużyny                 | Krzysztof Skutnik    |
| Fizjoterapeuta                    | Bartłomiej Spałek    |
| Masażysta                         | Sebastian Jagiełło   |
| Lekarz                            | Zbigniew Kwiatkowski |

## Sponsorzy
- Superbet – Sponsor Główny
- Łomża – Sponsor Główny
- Capelli sport – Sponsor Techniczny

## Stadion

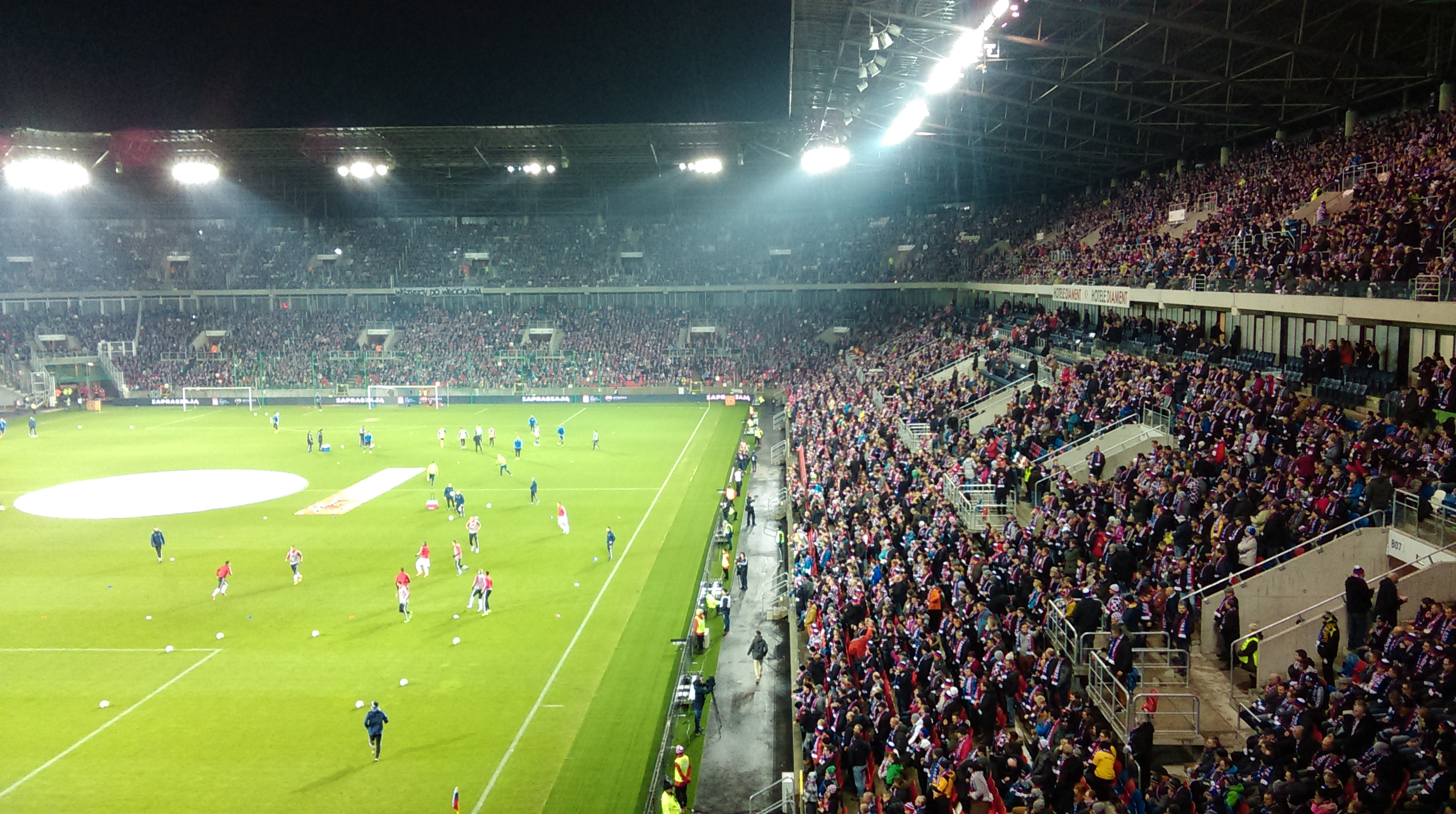
Stadion im. Ernesta Pohla

Stadion został oddany do eksploatacji w 1934 roku – nadano mu wtedy imię Adolfa Hitlera. Wbrew obiegowej opinii nazwa ta przestała obowiązywać po 1945 roku na mocy Dekretu Rady Państwa znoszącego na całym zajętym terytorium tego typu nazewnictwo ze wszystkich obiektów publicznych, a dopiero 9 czerwca 2005 roku stadion oficjalnie otrzymał imię zmarłego 10 lat wcześniej Ernesta Pohla (który nieoficjalnie patronował obiektowi od 5 kwietnia 2004). Aktualna pojemność stadionu to 28 236 miejsc, wszystkie siedzące (w rozbudowie).
Górnik rozgrywał niektóre mecze w europejskich pucharach na Stadionie Śląskim.